# Линия Такао (Кэйо)
Линия Такао (яп. 京王高尾線 кэйо такао сэн) — железнодорожная линия в пригороде Токио, находящаяся во владении у Keio Corporation. Линия соединяет станцию Китано линии Кэйо со станцией Такаосангути и предоставляет доступ к горе Такао-сан.
Большинство поездов продолжают своё движение через линию Кэйо, до/с Синдзюку.

## Виды обслуживания
На линии Такао действуют 4 вида скорых поездов, а также местные поезда, идущие через линию Кэйо.
- Local(Местный) (яп. 各駅停車 какуэкитэйся) (L)
- Semi Express(Полу Экспресс) (яп. 区間急行 кукан кю:ко:) (SeE)
- Express(Экспресс) (яп. 急行 кю:ко:) (Ex)
- Semi Special Express(Полу Специальный Экспресс) (яп. 準特急 дзюн токкю:) (SSE)
- Special Express(Специальный Экспресс) (яп. 特急 токкю:) (SE)

## Станции
Все станции расположены в Хатиодзи, Токио.
| Станция       | L | SeE | Ex | SSE | SE |
| ------------- | - | --- | -- | --- | -- |
| Китано        | S | S   | S  | S   | S  |
| Кэйо-Катакура | S | S   |    | S   |    |
| Ямада         | S | S   |    | S   |    |
| Мэдзиродай    | S | S   | S  | S   | S  |
| Хадзама       | S | S   |    | S   |    |
| Такао         | S | S   | S  | S   | S  |
| Такаосангути  | S | S   | S  | S   | S  |

## История

### Линия Горё
20-го марта 1930 компания Keiō Electric Tramway открыла линию Горё, ответвление от линии Кэйо длинной 6,3 км от станции Китано до станции Горёмаэ. Станция Горёмаэ была расположена вблизи гробницы императора Тайсё.
На линии существовало 3 промежуточные станции Катакура, Ямада и Ёкояма. Станции Ёкояма и Горёмаэ в 1937 году были переименованы соответственно в станции Мусаси-Ёкояма и Тамагорёмаэ. Линия была однопутная с разъездом на станции Ёкояма. По будням поезда ходили 30 — 40-минутными промежутками, а по выходным сквозные поезда от станции Ёцуя-Синдзюку(которая была конечной в то время) ходили с 20-минутными интервалами.
Компания Keiō Electric Tramway была объединена с Tokyō Kyūko Dentetsu (нынешняя Tokyu Corporation) в 1944 году. Новый владелец приостановил использование линии 21-го января 1945 года, по причине того что стране был необходим метал для ведения военных действий.
в 1948 году была основана компания Keiō Teito Electric Railway (ныне Keio Corporation), которая унаследовала всю сеть бывшей Keiō Electric Tramway включая линию Горё.

### Линия Такао
Во время экономического бума 1960-х годов, было решено построить новую линию до горы Такао-сан, используя при этом участки линии Горё. Участок протяжённостью 3,7 км от Китано был использован для строительства новой линии, оставшийся участок в 2,6 км был официально закрыт в 1964 году.
Линия Такао была официально открыта 1-го октября, 1967 года. Их существовавших на Линии Горё станций на линии тако остались станции Катакура (сменившая название на Кэйо-Катакура) и Ямада.